# Thaumalea becca
Thaumalea becca är en tvåvingeart som beskrevs av Arnaud och Boussy 1994. Thaumalea becca ingår i släktet Thaumalea och familjen mätarmyggor.
Artens utbredningsområde är British Columbia. Inga underarter finns listade i Catalogue of Life.